# 莎朗·范·艾顿

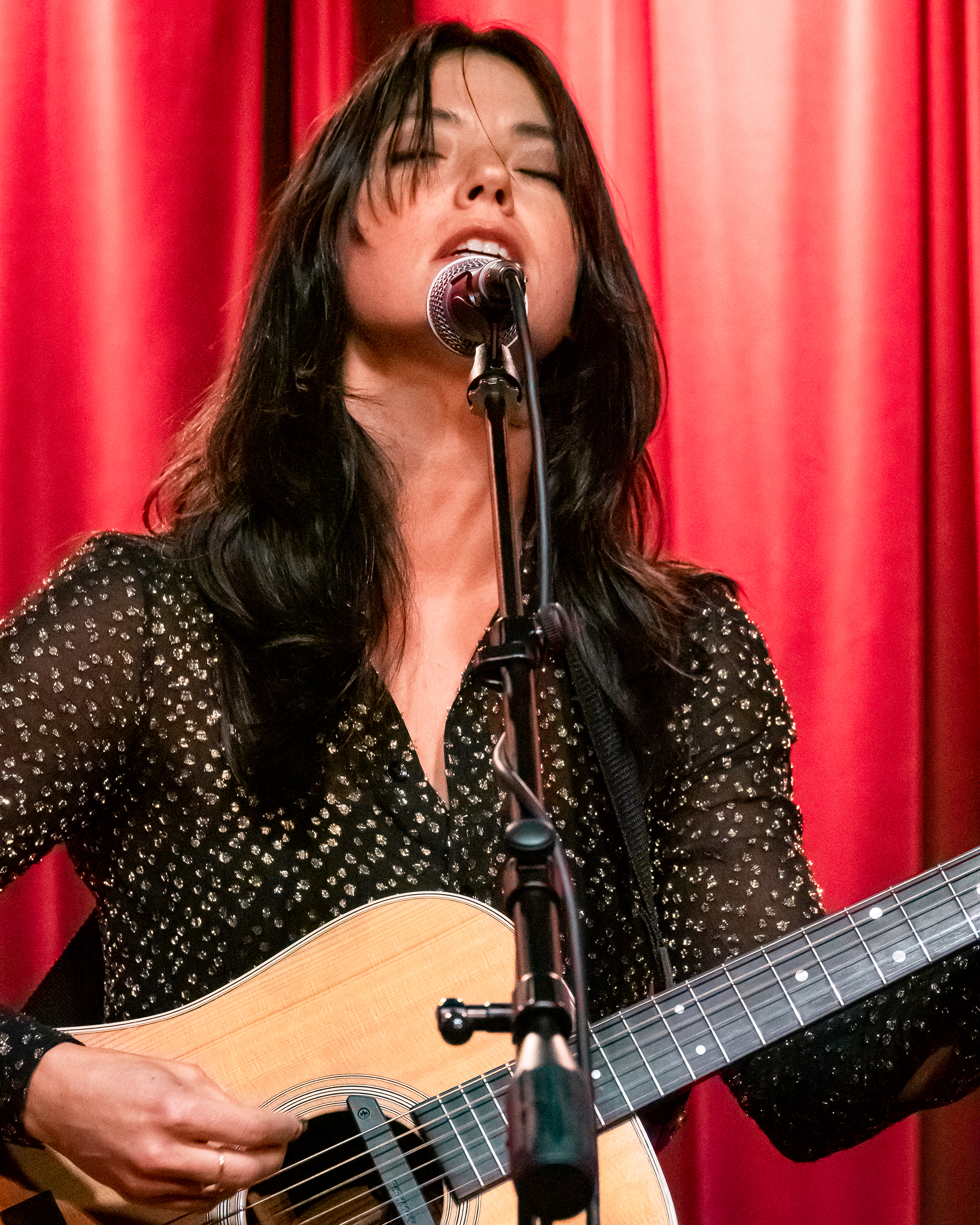
莎朗·范·艾顿

莎朗·凯瑟琳·范·艾顿（Sharon Katharine Van Etten，1981年2月26日—）是一位美国创作型歌手。她曾就读于中田纳西州立大学，但中途退学。她曾发行过以下专辑：《Because I Was in Love》（2009年）、《Epic》（2010年）、《Tramp》（2012年）、《Are We There》（2014年）、《Remind Me Tomorrow》（2019年）、《We've Been Going About This All Wrong》（2022年）。